# Stigsjö socken
Stigsjö socken i Ångermanland ingår sedan 1971 i Härnösands kommun och motsvarar från 2016 Stigsjö distrikt.
Socknens areal är 204,0 kvadratkilometer, varav 191,80 land. År 2000 fanns här 1 209 invånare. Sockenkyrkan Stigsjö kyrka ligger i socknen. 

## Administrativ historik
Stigsjö socken har medeltida ursprung. 1751 utbröts Västanå bruksförsamling varur 1771 Viksjö församling och socken utbröts. Västanå bruksförsamling uppgick 1868 i Viksjö församling.
Vid kommunreformen 1862 övergick socknens ansvar för de kyrkliga frågorna till Stigsjö församling och för de borgerliga frågorna bildades Stigsjö landskommun. Landskommunen inkorporerades 1952 i Säbrå landskommun som uppgick 1969 i Härnösands stad som ombildades 1971 till Härnösands kommun.
1 januari 2016 inrättades distriktet Stigsjö, med samma omfattning som församlingen hade 1999/2000.  
Socknen har tillhört fögderier, tingslag och domsagor enligt vad som beskrivs i artikeln Ångermanland.  De indelta båtsmännen tillhörde Andra Norrlands förstadels båtsmanskompani.

## Geografi
Stigsjö socken ligger väster om Härnösand kring Gådaån. Socknen är en sjörik skogsbygd.
Socknen gränsar i sydväst mot Hässjö socken och i väster mot Ljustorps socken i Medelpad. Socknen är odlad och bebyggd vid Brunneån (Gådeån) samt kring Öjesjön. 
Öjesjön ligger i socknens sydligaste del och sjöns sydspets ligger i Häggdångers socken. Vid sjöns östra strand ligger byn Öje. Strax söder om byn mynnar Öjeån, som bland annat avvattnar Vikeroten samt Rotsjöarna (genom Rotsjöån). Strax öster om byn Öje låg det gamla Öjefors bruk, av vilket numera återstår endast rester. I denna södra del av socknen ligger även byarna Vike samt Älgsjö.
I Brunneån - Gådeåns dalgång ligger dels Stigsjö kyrka, dels byarna (räknat uppströms) Sunne, Hanaberg, Skjollsta, Ultrå, Smöråker, Brunne och Solberg samt Bölen. Den sistnämnda ligger vid Brunneåns avflöde ur sjön Gussjön. Runt Gussjön ligger byarna Brunnebodarna, Risnäs, Uland, Södergård, Östanvik samt Starred. Alla nu nämnda byar utgör socknens centrala del.
I öster och nordost gränsar socknen mot Säbrå socken. I norr avgränsas Stigsjö socken av Viksjö socken. I denna del av socknen ligger bland annat Gillersberget, Gillermyrorna och Gåltjärnkullen (byn Gåltjärn ligger dock norr om gränsen, i Viksjö). I nordväst, delad med Viksjö, ligger Aldersjön.

## Fornlämningar
Från stenåldern har anträffats några boplatser. Dessutom har fångstgropar påträffats.

## Namnet
Namnet (1543 Stygsiö) har ursprungligen betecknat en sjö, troligen Långsjön. Förleden är stig, möjligen en vinterväg som enligt Hälsingelagen passerade byn Älgsjö vid sjön.

## Befolkningsutveckling
| Befolkningsutvecklingen i Stigsjö socken 1810–1990                                                       | Befolkningsutvecklingen i Stigsjö socken 1810–1990 | Befolkningsutvecklingen i Stigsjö socken 1810–1990 | Befolkningsutvecklingen i Stigsjö socken 1810–1990 | Befolkningsutvecklingen i Stigsjö socken 1810–1990 |
| --- | -------------------------------------------------- | -------------------------------------------------- | -------------------------------------------------- | -------------------------------------------------- |
| |                                                    |                                                    |                                                    |                                                    |
| År |                                                    |                                                    | Folkmängd                                          |                                                    |
| 1810 | 1810                                               |                                                    | 892                                                |                                                    |
| 1820 | 1820                                               |                                                    | 1 033                                              |                                                    |
| 1830 | 1830                                               |                                                    | 1 236                                              |                                                    |
| 1840 | 1840                                               |                                                    | 1 250                                              |                                                    |
| 1850 | 1850                                               |                                                    | 1 415                                              |                                                    |
| 1860 | 1860                                               |                                                    | 1 707                                              |                                                    |
| 1870 | 1870                                               |                                                    | 1 782                                              |                                                    |
| 1880 | 1880                                               |                                                    | 1 898                                              |                                                    |
| 1890 | 1890                                               |                                                    | 1 986                                              |                                                    |
| 1900 | 1900                                               |                                                    | 1 964                                              |                                                    |
| 1910 | 1910                                               |                                                    | 2 116                                              |                                                    |
| 1920 | 1920                                               |                                                    | 2 158                                              |                                                    |
| 1930 | 1930                                               |                                                    | 2 056                                              |                                                    |
| 1940 | 1940                                               |                                                    | 1 958                                              |                                                    |
| 1950 | 1950                                               |                                                    | 1 757                                              |                                                    |
| 1960 | 1960                                               |                                                    | 1 513                                              |                                                    |
| 1970 | 1970                                               |                                                    | 1 098                                              |                                                    |
| 1980 | 1980                                               |                                                    | 1 229                                              |                                                    |
| 1990 | 1990                                               |                                                    | 1 334                                              |                                                    |
| Anm: Källor: Umeå universitet - Tabellverket 1749-1859, Demografiska databasen, CEDAR, Umeå universitet. |                                                    |                                                    |                                                    |                                                    |